# Northern Counties East Football League
Northern Counties East Football League là một giải đấu bóng đá Anh thành lập năm 1982 do sự hợp nhất của Yorkshire League và Midland League. Giải đấu hiện tại có hai hạng đấu: Premier Division và Division One nằm ở cấp độ 9 và 10 trong hệ thống các giải bóng đá Anh. Kể từ mùa giải 2013–14, giải đấu được tài trợ bởi Toolstation.

## Lên hạng và xuống hạng

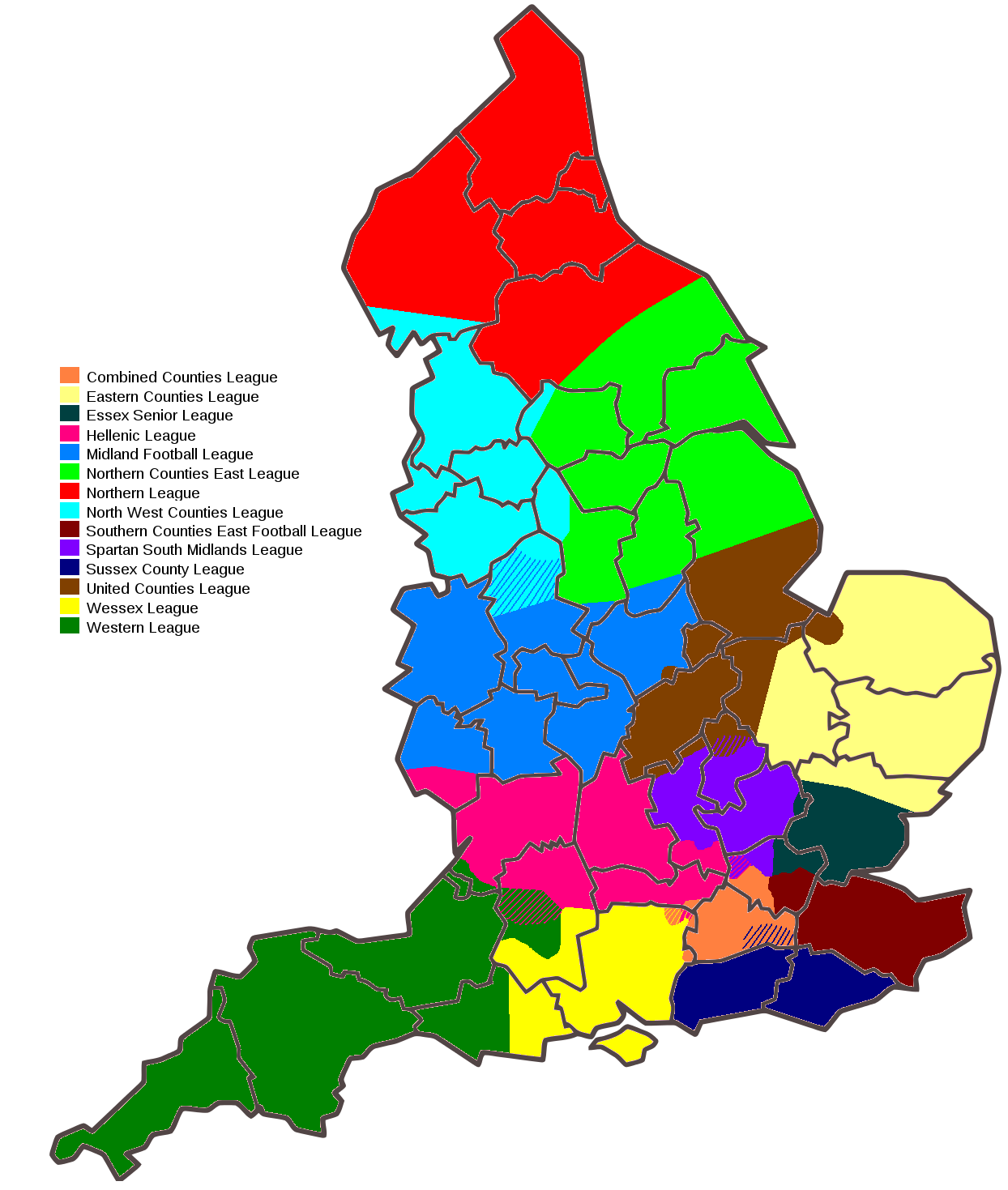
Khu vực bao phủ bởi NCEFL được tô màu xanh lục nhạt.

Hạng đấu Premier Division của giải là hạng đấu góp đội vào Northern Premier League Division One North hoặc Northern Premier League Division One South, với nhà vô địch được thăng hạng. Nếu họ không đáp ứng đủ điều kiện sân bãi thì thay vào đó đội á quân sẽ có quyền thăng hạng.
Hai đội cuối bảng của Premier Division cuối mùa giải bị xuống chơi ở Division One, trong khi hai đội đầu bảng Division One sẽ lên chơi ở Premier Division. Trong các mùa giải gần đây, các đội không luôn luôn xuống hạng bởi vì các CLB thành viên có sức chứa rất ít.
Các đội vô địch của Central Midlands League North Division, Humber Premier League Premier Division, Sheffield and Hallamshire County Senior League Premier Division, West Riding County Amateur League Premier Division, West Yorkshire League Premier Division và York League Premier Division đều có quyền thăng hạng lên Northern Counties East League. Ngoài ra, từ mùa giải 2008–09, đội vô địch của giải đấu mới East Midlands Counties League được quyền thăng hạng lên NCEL Premier Division, mặc dù vị trí địa lý của họ không hợp lý.

## Lịch sử
Thành lập năm 1982, giải đấu có một vài khoảnh khắc đáng nhớ. Từ năm 1982 đến năm 2007, giải đấu đang nắm giữ mối kình địch bóng đá lâu đời nhất thế giới, giữa hai đội lâu đời nhất là Sheffield và Hallam. Sân vận động của Hallam, Sandygate Road nằm trong sách kỷ lục Guinness là "Sân vận động lâu đời nhất thế giới". Một trong những đội bóng lâu đời nhât thế giới khác là Brigg Town, nằm ở Brigg gần Scunthorpe, cũng đã từng tham gia giải đấu này.

## Cấu trúc
Trong suốt lịch sử giải đấu, cấu trúc được thay đổi qua các năm, sau đây là miêu tả đầy đủ cấu trúc của giải đấu từ xưa đến nay:
- 1982–84: Premier Division, Division One (North), Division One (South), Division Two (North), Division Two (South)
- 1984–85: Premier Division, Division One (North), Division One (Central), Division One (South)
- 1985–86: Premier Division, Division One, Division Two, Division Three
- 1986–91: Premier Division, Division One, Division Two
- 1991–nay: Premier Division, Division One

## Các đội vô địch
| Mùa giải | Premier Division      | Division One          | Division One       | Division Two               | Division Two           |
| Mùa giải | Premier Division      | North                 | South              | North                      | South                  |
| -------- | --------------------- | --------------------- | ------------------ | -------------------------- | ---------------------- |
| 1982–83  | Shepshed Charterhouse | Scarborough Reserves  | Lincoln United     | Rowntree Mackintosh        | Woolley Miners Welfare |
| 1983–84  | Spalding United       | Pontefract Collieries | Borrowash Victoria | Harrogate Railway Athletic | Retford Town           |

| Mùa giải | Premier Division | Division One      | Division One   | Division One      |
| Mùa giải | Premier Division | Central           | North          | South             |
| -------- | ---------------- | ----------------- | -------------- | ----------------- |
| 1984–85  | Belper Town      | Armthorpe Welfare | Farsley Celtic | Long Eaton United |

| Mùa giải | Premier Division | Division One         | Division Two   | Division Three |
| -------- | ---------------- | -------------------- | -------------- | -------------- |
| 1985–86  | Arnold           | North Ferriby United | Lincoln United | Collingham     |

| Mùa giải | Premier Division | Division One           | Division Two                      |
| -------- | ---------------- | ---------------------- | --------------------------------- |
| 1986–87  | Alfreton Town    | Ossett Albion          | Frecheville Community Association |
| 1987–88  | Emley            | York Railway Institute | Pickering Town                    |
| 1988–89  | Emley            | Sheffield              | Ossett Town                       |
| 1989–90  | Bridlington Town | Rowntree Mackintosh    | Winterton Rangers                 |
| 1990–91  | Guiseley         | Sheffield              | Hall Road Rangers                 |

| Mùa giải  | Premier Division         | Division One             |
| --------- | ------------------------ | ------------------------ |
| 1991–92   | North Shields            | Stocksbridge Park Steels |
| 1992–93   | Spennymoor United        | Lincoln United           |
| 1993–94   | Stocksbridge Park Steels | Arnold Town              |
| 1994–95   | Lincoln United           | Hatfield Main            |
| 1995–96   | Hatfield Main            | Selby Town               |
| 1996–97   | Denaby United            | Eccleshill United        |
| 1997–98   | Hucknall Town            | Garforth Town            |
| 1998–99   | Ossett Albion            | Harrogate Railway        |
| 1999–2000 | North Ferriby United     | Goole                    |
| 2000–01   | North Ferriby United     | Borrowash Victoria       |
| 2001–02   | Brigg Town               | Gedling Town             |
| 2002–03   | Alfreton Town            | Mickleover Sports        |
| 2003–04   | Bridlington Town         | Shirebrook Town          |
| 2004–05   | Goole                    | Sutton Town              |
| 2005–06   | Buxton                   | Carlton Town             |
| 2006–07   | Retford United           | Parkgate                 |
| 2007–08   | Winterton Rangers        | Dinnington Town          |
| 2008–09   | Mickleover Sports        | Scarborough Athletic     |
| 2009–10   | Bridlington Town         | Tadcaster Albion         |
| 2010–11   | Farsley                  | Staveley Miners Welfare  |
| 2011–12   | Retford United           | Handsworth               |
| 2012–13   | Scarborough Athletic     | Albion Sports            |
| 2013–14   | Brighouse Town           | Cleethorpes Town         |

## Cup
Giải đấu hiện tại chỉ tổ chức một giải đấu cup là League Cup, với sự tham gia của tất cả các đội bóng trong giải đấu. Trong quá khứ còn có thêm các giải đấu cup khác. The Trophy có tham gia của các CLB ở Division One và President's Cup dành cho 8 đội bóng đầu bảng của mỗi hạng đấu trong giải đấu ở mùa trước, với điều kiện họ còn ở lại giải đấu.

### Các nhà vô địch
| Mùa giải  | League Cup                 | President's Cup            | Trophy                  |
| --------- | -------------------------- | -------------------------- | ----------------------- |
| 1982–83   | Shepshed Charterhouse      |                            |                         |
| 1983–84   | Ossett Albion              |                            |                         |
| 1984–85   | Alfreton Town              |                            |                         |
| 1985–86   | Sutton Town                |                            |                         |
| 1986–87   | Harrogate Railway Athletic |                            |                         |
| 1987–88   | York Railway Institute     |                            |                         |
| 1988–89   | Bridlington Town           |                            |                         |
| 1989–90   | Ossett Town                |                            |                         |
| 1990–91   | Guiseley                   | North Ferriby United       |                         |
| 1991–92   | North Shields              | North Shields              |                         |
| 1992–93   | Spennymoor United          | Maltby Miners Welfare      |                         |
| 1993–94   | Hucknall Town              | Lincoln United             |                         |
| 1994–95   | Stocksbridge Park Steels   | Arnold Town                |                         |
| 1995–96   | Ashfield United            | Belper Town                | Pontefract Collieries   |
| 1996–97   | Hucknall Town              | Hucknall Town              | Garforth Town           |
| 1997–98   | Hucknall Town              | Glasshoughton Welfare      | Staveley Miners Welfare |
| 1998–99   | Denaby United              | North Ferriby United       | Yorkshire Amateur       |
| 1999–2000 | Garforth Town              | North Ferriby United       | Goole                   |
| 2000–01   | Sheffield                  | Selby Town                 | Pickering Town          |
| 2001–02   | Alfreton Town              | Alfreton Town              | Bridlington Town        |
| 2002–03   | Ossett Albion              | Harrogate Railway Athletic | Mickleover Sports       |
| 2003–04   | Hallam                     | Eastwood Town              | Hall Road Rangers       |
| 2004–05   | Sheffield                  | Buxton                     | Lincoln Moorlands       |
| 2005–06   | Liversedge                 | Buxton                     | Retford United          |
| 2006–07   | Mickleover Sports          | Retford United             | Parkgate                |
| 2007–08   | Winterton Rangers          | Liversedge                 | Hall Road Rangers       |
| 2008–09   | Long Eaton United          | Nostell                    | Staveley Miners Welfare |
| 2009–10   | Dinnington Town            |                            |                         |
| 2010–11   | Farsley                    |                            |                         |
| 2011–12   | Thackley                   | Handsworth                 | Grimsby Borough         |
| 2012–13   | Thackley                   |                            |                         |
| 2013–14   | Knaresborough Town         |                            |                         |

## Các CLB hiện tại

### Northern Counties East League Premier Division
| CLB                     | Vị thứ chung cuộc mùa giải 2013–14                         |
| ----------------------- | ---------------------------------------------------------- |
| Albion Sports           | thứ 6                                                      |
| Armthorpe Welfare       | thứ 18                                                     |
| Athersley Recreation    | thứ 10                                                     |
| Barton Town Old Boys    | thứ 2                                                      |
| Bridlington Town        | thứ 12                                                     |
| Cleethorpes Town        | thứ 1 ở NCEL Division One (thăng hạng với tư cách vô địch) |
| Garforth Town           | thứ 14                                                     |
| Glasshoughton Welfare   | thứ 16                                                     |
| Handsworth Parramore    | thứ 4 khi còn là Worksop Parramore                         |
| Heanor Town             | thứ 8                                                      |
| Liversedge              | thứ 20                                                     |
| Maltby Main             | thứ 15                                                     |
| Nostell Miners Welfare  | thứ 21                                                     |
| Parkgate                | thứ 19                                                     |
| Pickering Town          | thứ 7                                                      |
| Retford United          | thứ 9                                                      |
| Shaw Lane Aquaforce     | thứ 2 ở NCEL Division One (thăng hạng với tư cách á quân)  |
| Staveley Miners Welfare | thứ 17                                                     |
| Tadcaster Albion        | thứ 3                                                      |
| Thackley                | thứ 13                                                     |
| Worksop Town            | thứ 4 ở NPL Premier Division (xuống hạng do bỏ cuộc)       |

### Northern Counties East League Division One
| CLB                        | Vị thứ chung cuộc mùa giải 2013–14                                     |
| -------------------------- | ---------------------------------------------------------------------- |
| A.F.C. Emley               | thứ 8                                                                  |
| A.F.C. Mansfield           | thứ 1 ở Central Midlands League North Division (thăng hạng)            |
| Bottesford Town            | thứ 3                                                                  |
| Clipstone                  | thứ 7                                                                  |
| Dronfield Town             | thứ 14                                                                 |
| Eccleshill United          | thứ 4                                                                  |
| Grimsby Borough            | thứ 16                                                                 |
| Hall Road Rangers          | thứ 11                                                                 |
| Hallam                     | thứ 20                                                                 |
| Hemsworth Miners Welfare   | thứ 17                                                                 |
| Knaresborough Town         | thứ 6                                                                  |
| Lincoln Moorlands Railway  | thứ 23 ở NCEL Premier Division (xuống hạng)                            |
| Louth Town                 | thứ 21                                                                 |
| Penistone Church           | thứ 4 ở Sheffield and Hallamshire League Premier Division (thăng hạng) |
| Pontefract Collieries      | thứ 9                                                                  |
| Rossington Main            | thứ 13                                                                 |
| Selby Town                 | thứ 12                                                                 |
| Shirebrook Town            | thứ 5                                                                  |
| Teversal                   | thứ 15                                                                 |
| Winterton Rangers          | thứ 22 ở NCEL Premier Division (xuống hạng)                            |
| Worsbrough Bridge Athletic | thứ 10                                                                 |
| Yorkshire Amateur          | thứ 19                                                                 |